# Porcellio conspersus
Porcellio conspersus là một loài chân đều trong họ Porcellionidae. Loài này được Koch miêu tả khoa học năm 1861.